# 왜몰개
왜몰개(학명: Aphyocypris chinensis, Chinese bleak)는 잉어과에 속하는 물고기 종이다. 일본, 한국, 중국의 강에 서식한다.